# Choctaw (Louisiane)
Pour les articles homonymes, voir Choctaw (homonymie).
Choctaw est une census-designated place de la paroisse de La Fourche, en Louisiane, aux États-Unis. 